# Mosquito (film, 2020)
Ne doit pas être confondu avec le film Mosquito sorti en 1995.
Pour les articles homonymes, voir Mosquito.
Pour plus de détails, voir Fiche technique et Distribution.
Mosquito est un film franco-brésilo-portugais réalisé par João Nuno Pinto (pt), sorti en 2020.

## Synopsis
En 1917, le jeune patriote Zacarias s'engage dans l'armée portugaise pour aller combattre en France. À l'encontre de ses espoirs, il est envoyé au Mozambique, alors possession portugaise en Afrique et limitrophe d'une colonie allemande. Mais Zacharias, cloué à l'infirmerie par une crise de paludisme, reste en arrière. Après plusieurs semaines de convalescence et remis sur pied, il décide de partir du camp avec deux porteurs autochtones afin de rejoindre sa compagnie partie sur le front. Au cours de son périple, il tue malencontreusement un porteur récalcitrant et se voit abandonné ensuite par le second. Il continue alors sa route seul face à un environnement particulièrement hostile.  

## Fiche technique
- Titre original français : Mosquito
- Réalisation : João Nuno Pinto (pt)
- Scénario : Fernanda Polacow et Gonçalo Waddington
- Photographie : Romain Le Bonniec
- Montage : Gustavo Giani
- Costumes : Adolpho Veloso
- Son : Gita Cerveira, Tiago Raposinho, Matthieu Deniau
- Musique : Justin Melland
- Producteur délégué : Paulo Branco
- Sociétés de production : Alfama Films Production
- Sociétés de distribution : Alfama Films Production (international), Leopardo Filmes (Portugal)
- Pays d'origine : France, Portugal, Brésil
- Langue originale : Portugais
- Format : couleur
- Genre : action, historique
- Durée : 122 minutes
- Dates de sortie :
  - Portugal : 5 mars 2020 (sortie nationale)
  - France : 22 juin 2020 (sortie nationale)

## Distribution
- João Nunes Monteiro : Zacarias
- João Lagarto : Justino
- João Vicente : Cardoso
- Miguel Borges (pt) : Sabino
- Miguel Moreira : le père Mendes
- Sebastian Jehkul (de) : Rudolph Torsten
- Josefina Massango : Murima
- António Nipita : Duarte
- Messias João : Nhanguete

## Production
Le film est librement inspiré des souvenirs du grand-père du réalisateur.

## Sélections féstivalières
- Brussels Film Festival 2019 : sélection compétition nationale
- Luxembourg City Film Festival
- Festival du film de Gröningen